# ミゲル・アンヘル・クエリョ
ミゲル・アンヘル・クエリョ（Miguel Ángel Cuello、1946年2月27日 -  1999年9月14日）は、アルゼンチンの男性プロボクサー。サンタフェ州サンタフェ出身。元WBC世界ライトヘビー級王者。

## 来歴

### アマチュア時代
1972年ミュンヘンオリンピックにヘビー級で出場。1回戦は4-1の判定勝ち、2回戦は2回TKO勝ち。3回戦で今大会の金メダリストで後々対戦することになるメート・パルロフと対戦する予定だったが2回戦で負傷した為棄権した。

### プロ時代
1973年7月25日、クエリョはプロデビューを果たし2回KO勝ちを収め白星でデビュー。
1973年8月25日、アドルフォ・ホルヘ・カルドゾと対戦し2回TKO勝ち。
1973年11月10日、シメノン・ガラルドと対戦し2回KO勝ち。
1973年11月24日、ファン・アギラーと対戦し10回判定勝ち。この試合がクエリョにとって唯一の判定決着の試合となった。
1973年12月12日、シメノン・ガラルドと1ヶ月ぶりに対戦し2回KO勝ち。
1974年7月10日、ロベルト・グスタボ・アギラーと対戦し5回TKO勝ち。
1974年9月27日、ロベルト・グスタボ・アギラーと対戦し2回KO勝ち。
1975年3月7日、ラウル・アルツロ・ロヨーラとFABアルゼンチンライトヘビー級王座決定戦を行い4回終了時棄権によるTKO勝ちで王座獲得。
1975年6月13日、ロベルト・グスタボ・アギラーと対戦し3回KO勝ちFAB王座の初防衛に成功した。
1975年10月10日、イヴァン・ラモン・ロハスと対戦。デビュー戦以来の2年ぶりの再戦となったが4回KO勝ちFAB王座の2度目の防衛に成功した。
1976年2月9日、フィル・フリーマンと対戦し2回KO勝ち。
1976年2月20日、レイ・アンダーソンと対戦し6回KO勝ち。
1976年4月2日、マリオ・アルマンゾと対戦し2回KO勝ち。
1977年5月21日、ジョン・コンテの王座剥奪に伴い空位となったWBC世界ライトヘビー級王座決定戦でヘスス・バーネットと対戦し9回TKO勝ち王座獲得に成功した。
1978年1月7日、ミランのパラッゾ・デッロ・スオートでメート・パルロフと対戦したが左フック一撃でダウンを奪われそのまま試合終了。キャリア初黒星となる9回KO負けにて初防衛に失敗し王座から陥落した。この試合を最後に現役を引退した。
1999年9月14日、長らく闘病していたが死亡。53歳没。

## 獲得タイトル
- FABアルゼンチンライトヘビー級王座
- WBC世界ライトヘビー級王座（防衛0）